# Лиманский-Второй сельский совет (Решетиловский район)
Лиманский-Второй сельский совет (укр. Лиманська Друга сільська рада) — входит в состав
Решетиловского района
Полтавской области
Украины.
Административный центр сельского совета находится в 
с. Лиман Второй.

## Населённые пункты совета
- с. Лиман Второй
- с. Братешки
- с. Демьянцы
- с. Коленьки
- с. Потеряйки-Горовые
- с. Шишацкое

## Ликвидированные населённые пункты совета
- с. Глушачи